# Aitana Bonmatí
Aitana Bonmatí Conca (Sant Pere de Ribes, 18 januari 1998) is een Spaans voetbalster. Ze speelt als aanvallende middenvelder bij FC Barcelona en het Spaanse nationaal elftal.
Ze is tweevoudig Ballon d'Or winnares.

## Clubcarrière
Bonmatí begon met clubvoetbal bij CD Ribes in 2005. Na twee seizoenen bij Camp Futbol Cubelles (2010-2012) kwam de middenvelder in 2012 in de jeugdopleiding van FC Barcelona. Van 2014 tot 2016 speelde Bonmatí voor het tweede elftal en in 2016 werd ze met Barça B kampioen van de regionale groep in de Segunda División. In 2016 kwam ze bij de selectie van het eerste elftal. In 2017 en 2018 won Bonmatí met FC Barcelona de Copa de la Reina.

## Interlandcarrière
Bonmatí speelde voor diverse Spaanse jeugdelftallen. Ze werd Europees kampioen op het EK Onder-17 2015 en het EK Onder-19 2017. Bonmatí was met Spanje tweemaal verliezend finalist op een EK (EK Onder-17 2014 en EK Onder-19 2016) en tweemaal op een WK (WK Onder-17 2014 en WK Onder-20 2018). Bonmatí debuteerde op 28 november 2017 voor het nationaal elftal in een wedstrijd tegen Oostenrijk. Ze behoorde tot de Spaanse selectie voor het WK 2019 in Frankrijk. Bonmatí speelt daarnaast voor het Catalaans elftal. Op 20 augustus 2023 werd Bonmatí met Spanje voor de eerste maal wereldkampioen na een 1-0 zege in de finale tegen Europees kampioen Engeland.
Bonmati werd geselecteerd voor het Spaanse team voor het EK 2025. Twee dagen voordat Spanje naar gastland Zwitserland zou vliegen, werd echter bekendgemaakt dat ze een hersenvliesontsteking had, waardoor twijfels ontstonden of ze zou kunnen deelnemen. Ze werd een paar dagen later ontslagen uit het ziekenhuis, vóór de start van het EK, en kon zich vóór het toernooi bij het team in Zwitserland aansluiten. In de halve finale van het toernooi maakte Bonmati in de verlenging de winnende treffer, waardoor Spanje doorging naar de finale.

## Onderscheidingen
Bonmatí werd in 2019 uitgeroepen tot beste Catalaanse voetbalster tijdens het Gala de les Estrelles. Bonmati won op 30 oktober 2023 de Ballon d'Or voor beste vrouwelijke voetballer van het jaar.  
Op 28 Oktober 2024 won ze haar tweede Ballon d'Or, hiermee evenaarde ze het record van Alexia Putellas. 
1: Gallardo ·
2: Jiménez ·
3: Ouahabi ·
4: Paredes ·
5: Andrés ·
6: Losada ·
7: Corredera ·
8: Torrejón ·
9: Caldentey ·
10: Hermoso ·
11: Putellas · 12: Guijarro · 13: Paños · 14: Torrecilla · 15: Meseguer · 16: León · 17: L. García · 18: Bonmatí · 19: Sampedro · 20: Pereira · 21: Falcón · 22: N. García · 23: Quiñones · Coach: Vilda